# Wolfgang Gibowski
Wolfgang G. Gibowski (* 20. März 1942 in Mannheim) ist ein deutscher Politikwissenschaftler und ehemaliger politischer Beamter. Er forschte im Bereich der empirischen Sozialforschung und politischen Soziologie.

## Leben
Gibowski studierte von 1962 bis 1967 Volkswirtschaftslehre und Politische Wissenschaft an den Universitäten Heidelberg und Mannheim. Er schloss sein Studium mit einem Diplom ab. Anschließend war er an der Universität Mannheim bis 1974 als Forschungsassistent und Lehrstuhlassistent am Lehrstuhl für Politische Wissenschaft von Rudolf Wildenmann tätig und dort an Forschungsprojekten im Bereich der Umfrageforschung und Aggregatanalyse beteiligt. Zeitgleich war er ab 1971 auch in der Lehre an der Fakultät für Sozialwissenschaften beschäftigt.
1974 war er Mitgründer des Vereins Forschungsgruppe Wahlen e. V. (FGW), des Instituts für Wahlanalysen und Gesellschaftsbeobachtung. Er war mit Manfred Berger und Dieter Roth der erste Vorstand der FGW und übernahm die wissenschaftliche Leitung der Wahlforschung des ZDF. Diese Funktion hatte er bis 1991 inne. Helmut Kohl holte ihn 1991 als stellvertretenden Chef in das Bundespresseamt im Amt eines Ministerialdirektors. Nach langwierigen Konflikten mit dem Chef des Bundespresseamts Peter Hausmann und dem Regierungswechsel verließ er das Bundespresseamt 1998. Von 1999 bis 2003 war er für die Stiftung „Erinnerung, Verantwortung und Zukunft“ als Pressesprecher tätig. Von 2003 bis 2010 war er Bevollmächtigter des Landes Niedersachsen beim Bund mit Dienstsitz in der Vertretung des Landes Niedersachsen beim Bund im Rang eines Staatssekretärs. Am Lehrstuhl für Politik und Regieren in Deutschland und Europa der Universität Potsdam ist er Lehrbeauftragter.

## Schriften
- mit Peter Graf (Hrsg.): „Islamische Religionspädagogik“: Etablierung eines neuen Faches. V & R Unipress, Göttingen 2007, ISBN 978-3-89971-283-4